# Leucojum vernum

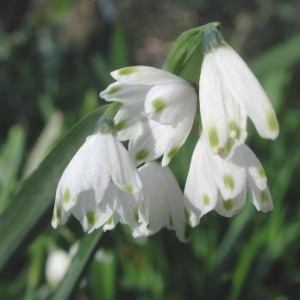
Detalle de la flor.

Leucojum vernum es una especie de planta bulbosa perteneciente a la familia de las amarilidáceas.

## Hábitat
Se encuentran principalmente en Europa Central. En Francia, tienen una abundancia relativa en el norte, a lo largo de la parte alta del Oise y sus afluentes, y en el Este (los Vosgos y el Franco-Condado).
En los Países Bajos, se ha naturalizado al igual que en Bélgica.

## Descripción
Es una planta perenne que alcanza los 15-40 cm de altura. Peluda, con 3-4  hojas, erectas, de color verde, en gran medida lineales,  obtusas, con  el tallo comprimido trigonal y suficientemente sólidas; la flor de color blanco, es grande, generalmente solitaria, fragante,  son lanceoladas, membranosas y por lo menos tan largas como el tallo.

## Variedades
- Leucojum vernum var. carpathicum Sims
- Leucojum vernum var. vernum[1]

## Nombre común
- Castellano: alhelí blanco de Teofrasto, campanilla de Eguiluz, campanilla de primavera, campanilla de verano de la Virgen, campanillas blancas, campanillas de primavera, leucoio de primavera, violeta bulbosa.[2]

## Sinonimia
- Nivaria hexanthera Medik.
- Leucojum vernum var. biflorum Cariot & St.-Lag.
- Erinosma verna (L.) Herb.
- Nivaria verna (L.) Moench
- Leucojum vernale Salisb.[3]